# Asunción Mita
Asunción Mita é uma cidade da Guatemala do departamento de Jutiapa.